# Phyllophaga cylindrica
Phyllophaga cylindrica är en skalbaggsart som beskrevs av Hermann Burmeister 1855. Phyllophaga cylindrica ingår i släktet Phyllophaga och familjen Melolonthidae. Inga underarter finns listade i Catalogue of Life.